# Poppy Z. Brite
William Joseph Martin (Bowling Green, Kentucky, 25 de mayo de 1967), antes conocido como Poppy Z. Brite, es un escritor estadounidense. Desde su primera publicación con dieciocho años se ha convertido en una de las revelaciones del terror moderno. Ha sido ganador del premio Icarus al autor revelación y varias veces nominado a los prestigiosos premios Bram Stoker y Mundial de Fantasía.

## Historia literaria
Al principio de su carrera, Poppy Z. Brite escribía principalmente novelas y relatos góticos y ficción de horror. Entre las características de su obra destacan la utilización de hombres homosexuales o de sexualidad ambigua como protagonistas, sus gráficas descripciones sexuales, y sus vívidas situaciones macabras. Entre sus novelas más conocidas destacan Lost Souls (traducida como “La Música de los Vampiros/El Alma del Vampiro”) (1992), Drawing Blood (traducida como “La llamada de la sangre”) (1993) y Exquisite Corpse (traducida como “El arte más íntimo”) (1996); también escribió relatos cortos para colecciones de ficción como Wormwood (También conocido como “Swamp Foetus”) (1993) Are You Loathsome Tonight? (también publicado como “Self-Made Man”) (1998), Wrong Things (con Caitlin R. Kiernan) (2001) y The Devil You Know (2003). También fue el autor de la biografía no autorizada de Courtney Love (1996), aunque Brite afirma que fue escrita a sugerencia (y con la cooperación) de Courtney Love. [cita requerida]
Desde finales de la década de 1990 y en la década del año 2000 ha dejado la ficción de horror y los temas góticos, aunque todavía sigue escribiendo sobre personajes homosexuales. Las novelas de la serie “Liquor” ―Liquor (2004), Prime Rib (2005), y Soul Kitchen (2006)―, que han sido acogidas favorablemente por la crítica, son una saga de comedia oscura ambientada en los restaurantes de Nueva Orleáns. The Value of X (2002) muestra el principio de los personajes de la serie Liquor: Gary “G-Man” Stubbs y John “Rickey” Rickey; otras historias, como The Devil You Know  y la novela D*U*C*K muestran acontecimientos sobre la familia Stubbs, un clan católico cuyas raíces se hunden en la cultura tradicional de Nueva Orleáns. Brite ha manifestado su interés por escribir tres novelas más de la serie Liquor, e incluso mencionó que posiblemente se titularían Dead Shrimp Blues, Hurricane Stew, y Double Shot, pero a finales del año 2006 cortó su relación con Three River Press, la rama editorial de Random House, que había publicado las tres primeras novelas de Liquor, y se ha tomado un descanso en su carrera literaria. Escribió Antediluvian Tales, una colección de historias cortas publicadas por Subterranean Press en noviembre del año 2007 y anunció que «si no es mi último libro, por lo menos será el último durante algún tiempo». No obstante, todavía sigue escribiendo algunas editoriales para el periódico de Nueva Orleáns Times-Picayune y un artículo sobre comida para Chile Pepper Magazine.
Un aspecto interesante y popular de la obra de Brite es el uso de personajes recurrentes en obras que no son necesariamente “series” o “secuelas”: los amigos/compañeros de banda Steve Finn y Fantasma y los residentes que interactúan con ellos en la ciudad ficticia de Missing Mile, Carolina del Norte, aparecen en Lost Souls, "Angels," "How to Get Ahead in New York," "America," "The Rest of the Wrong Thing"; el alter ego masculino del autor, el Dr. Brite, investigador de Nueva Orleáns aparece en "Monday's Special," "O Death, Where Is Thy Spatula?", "Marisol," "Crown of Thorns," "Wound Man and Horned Melon Go to Hell"; y la pareja Rickey y G-man aparecen en The Value of X, Liquor, Prime, Soul Kitchen, D*U*C*K, y numerosas historias cortas. Sobre su afición por los personajes recurrentes, Brite ha dicho: «Si en verdad me acaba obsesionando un personaje o varios, normalmente no me conformo con escribir sobre ellos una vez; me gusta volver a visitarlos con el paso del tiempo, en momentos diferentes de sus vidas, aprender nuevas cosas sobre ellos, conocerlos más y mejor a lo largo de varias historias». De sus personajes recurrentes, Brite ha afirmado que ha terminado de escribir sobre Steve y Fantasma y sospecha que también puede haber terminado con el Dr. Brite. Sin embargo planea continuar escribiendo sobre Rickey y G-man y la familia Stubbs.
Brite también ha declarado que, aunque estaría dispuesto a aceptar que se hagan películas de sus obras en las circunstancias adecuadas, no está interesado en el cine y no tiene prisa por ver las adaptaciones cinematográficas de sus obras. En 1999 su historia corta "The Sixth Sentinel" (filmada como The Dream Sentinel) formó parte del episodio 209 de The Hunger, una serie de historias breves de horror en Showtime Network. De todos sus libros sólo “Lost Souls” (La música de los vampiros) ha sido adquirido para adaptación fílmica por el productor Paul Natale.
La obra de ficción de Poppy Z. Brite ha sido analizada en un ensayo crítico por S.T. Joshi en The Evolution of the Weird Tale (2004).

## Vida personal

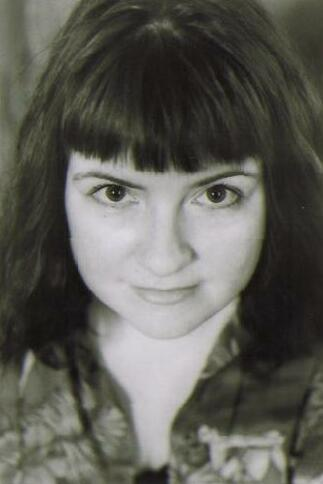
Foto antigua de Poppy Z. Brite

Asignado mujer al nacer, Poppy Z. Brite ha escrito a menudo sobre su disforia e identidad sexual. En principio se consideraba un hombre, pero prefería no vestirse ni adoptar ningún aspecto masculino, salvo que se dirigieran a su persona como “él”.
Brite prefería considerarse un “transexual no operativo”. No obstante, desde 2010 comenzó el proceso de reasignación sexual, considerándose un hombre gay.
Nació en Bowling Green, Kentucky, pero tras el divorcio de sus padres cuando contaba 6 años de edad, él y su madre se mudaron a Chapel Hill, Carolina del Norte. También vivió en Athens, Georgia, antes de viajar a Nueva Orleáns en 1993. A los doce años comenzó a tomarse en serio la escritura, enviando ya algunos relatos. Le gusta el baloncesto y el fútbol americano, siendo su equipo favorito el New Orleáns Saints. Siente devoción por Los Beatles y las obras de Harlan Ellison.
Brite y su marido Chris DeBarr, de profesión cocinero, dirigen un proyecto de acogida de gatos abandonados y en cualquier momento dado pueden tener entre 15-20 gatos en su casa. Las fotos de los gatos están disponibles en la página web de Brite. También tienen perros e incluso una serpiente entre sus mascotas.
Durante los destrozos ocasionados por el Huracán Katrina y la situación posterior en 2005, al principio Brite decidió permanecer en su casa, pero finalmente se trasladó a 80 km a casa de su madre en Misisipi. Utilizó su blog para informar a sus fanes sobre la situación, incluyendo el estado de su casa y de sus mascotas y regresó a Nueva Orleáns en octubre de 2005.
Desde su regreso, Brite ha lanzado duras críticas contra quienes han decidido abandonar la ciudad de Nueva Orleáns a su suerte. En el periódico New York Times y en otras publicaciones declaró, refiriéndose a quienes estaban pensando abandonar la ciudad: “Si tienes la suerte de pertenecer a un lugar, si adoptas un sitio y ese sitio te adopta, no lo abandonas sólo porque pueda matarte. Hay cosas que son más valiosas que la vida.”
El 30 de agosto del año 2008, mientras el huracán Gustav se acercaba a la ciudad, Brite y su marido Chris decidieron permanecer en Nueva Orleáns. Resultaron indemnes del paso del huracán y con mínimos daños a su propiedad.
El 6 de enero del año 2009 Brite fue arrestado en la Iglesia de Nuestra Señora del Buen Consejo de Nueva Orleans como parte de una manifestación pacífica que ocupó varias iglesias de la ciudad para protestar por su cierre.
Desde el año 2010 Brite ha comenzado un tratamiento médico de reasignación de sexo, adoptando el nombre masculino de Billy Martin. En el año 2011 se separó de su pareja, el chef Chris DeBarr. Su pareja actual es Grey Cross, un artista visual y fotógrafo de Nueva Orleáns. En diciembre de 2018 se prometieron y anunciaron su enlace para el verano de 2019.
Actualmente Billy Martin es propietario de una pequeña tienda de artesanía vintage y artículos esotéricos.

### Retiro literario
El 9 de junio de 2010 Brite anunció oficialmente que se retiraba del mundo literario en un mensaje titulado "I'm Basically Retired (For Now)" (Básicamente Estoy Retirado (Por Ahora)) en su Livejournal. En ese mensaje afirmaba «haber perdido por completo la habilidad para interactuar con su obra» y explicaba que asuntos personales eran en parte la causa. Además, mencionó que había sido incapaz de desconectar con varios aspectos de su vida tras el paso del Huracán Katrina. Terminaba su mensaje mencionando que había dejado de tener relación con sus personajes literarios y que no sentía la necesidad de escribir nuevas publicaciones.
En el año 2016 rompió con este retiro, publicando un pequeño relato por encargo titulado "Last Wish".
Actualmente trabaja en Water if God Wills it, un libro no ficticio sobre Stephen King

## Obra

### Novelas
- Lost Souls (1992) (Traducido en España como “La Música de los Vampiros” y “El Alma del Vampiro”).
- Drawing Blood (1993) (Traducido en España como “Trazos de Sangre”)
- Exquisite Corpse (1996) (Traducido en España como “El arte más íntimo”)
- The Crow: The Lazarus Heart (1998)
- Plastic Jesus (2000)
- The Value of X (2002)
- Liquor (2004)(Publicado en España con el mismo nombre)
- Triads' (2004) (con Christa Faust)
- Prime Rib (2005)
- Soul Kitchen (2006)
- D*U*C*K (novella - 2007)

### Historias cortas
- Wormwood (también publicada en edición limitada inglesa como Swamp Foetus - 1993)
- Are You Loathsome Tonight? (también publicada en el Reino Unido como Self-Made Man - 1998)
- Wrong Things (con Caitlin R. Kiernan - 2001)
- The Devil You Know (2003)
- Antediluvian Tales (2007)

### Antologías (como editor)
- Love in Vein
- Twice Bitten (Love in Vein II)

### Relatos
- " The Sixth Sentinel " (1993)
- " R.I.P." (1998)
- "The Seed of Lost Souls" (1999)
- " Stay Awake" (2000)
- "Lantern Marsh" (2000)
- "Would You?" (2000)
- "Pansu" (2001)
- "Con Party at Hotel California" (2002)
- "The Feast of St. Rosalie" (2003)
- "Used Stories" (2004)
- "Crown of Thorns" (2005)
- "Liquor for Christmas" (2007)
- The H.O.G. Syndrome (la primera novela de Brite, con 12 años; 2007)
- The Gulf (2008)
- Last Wish (2016)

### No ficción
- Courtney Love: The Real Story (biografía, 1997)
- Guilty But Insane (ensayos, 2001)

### Relatos independientes
- The Freaks (juvenilia) (The Spook #12, 2002; también aparece en la página web de Poppy Z. Brite junto con otros relatos no publicados)
- Fuck It, We're Going To Jamaica! (webzine Necromantic; también aparece en la página web de Brite)
- The Curious Case of Miss Violet Stone (1894) (coescrito con David Ferguson; Shadows Over Baker Street, 2003; Ballantine Books) (Traducido en España como “Sombras sobre Baker Street)
- Wandering the Borderlands (Masques V, 2006; Gauntlet Press)

## Premios y reconocimientos
- 1993 - Tercer puesto en el Locus de Primera Novela por Lost Souls
- 1994 - Premio British Fantasy Icarus de Autor Revelación
- 1995 - Premio International Horror Guild de Antología por Love in Vein
- 1998 - Premio Imaginaire de Relato Traducido por "Calcutta, Lord of Nerves"